# Царево Поље (Јајце)
Царево Поље је насељено мјесто у Босни и Херцеговини, у општини Јајце, које административно припада Федерацији Босне и Херцеговине. Према попису становништва из 2013. у насељу је живјело 1.453 становника.

## Становништво
| Националност       | 1991.          | 1981.          | 1971.          |
| Хрвати             | 1.512 (80,64%) | 1.322 (81,10%) | 1.097 (81,92%) |
| Муслимани          | 304 (16,21%)   | 274 (16,80%)   | 228 (17,02%)   |
| Срби               | 7 (0,37%)      | 4 (0,24%)      | 6 (0,44%)      |
| Југословени        | 36 (1,92%)     | 27 (1,65%)     | 1 (0,07%)      |
| остали и непознато | 16 (0,85%)     | 3 (0,18%)      | 7 (0,52%)      |
| Укупно             | 1.875          | 1.630          | 1.339          |